# 新見市立新見第一中学校
新見市立新見第一中学校（にいみしりつ にいみだいいちちゅうがっこう）は、岡山県新見市にある公立中学校。

## 沿革
（沿革節の主要な出典は公式サイト）
- 1958年（昭和33年）10月1日 - 新見中学校と上市中学校とを統合して新見第一中学校として開設。
- 2004年（平成16年）4月1日 - 新見市立福本中学校を統合。
- 2011年（平成23年）4月1日 - 新見市立熊谷中学校を統合。
- 2016年（平成28年）4月1日 - 新見市立神郷中学校を統合。

## 部活動
- 野球部
- 卓球部（男子）
- 卓球部（女子）
- バスケットボール部（男子）
- バスケットボール部（女子）
- バレーボール部（女子）
- ソフトボール部
- ソフトテニス部
- 陸上競技部
- サッカー部
- 吹奏楽部
- アート部
- 剣道部